# منتخب سويسرا لكرة الطائرة للسيدات
منتخب سويسرا الوطني لكرة الطائرة للسيدات هو ممثل سويسرا الرسمي في المنافسات الدولية في كرة طائرة في فئة كرة الطائرة للسيدات.

## وصلات خارجية
- الموقع الرسمي